# Да благословят боги этот прекрасный мир!
«Да благословят боги этот прекрасный мир!» (яп. この素晴らしい世界に祝福を! Коно субарасий сэкай ни сюкуфуку о!), или сокращённо KonoSuba — серия комедийных романов, написанных Нацумэ Акацуки. Изначально роман публиковался на сайте для начинающих писателей Shōsetsuka ni Narō с декабря 2012 года по октябрь 2013 года. Ранобэ-адаптация с иллюстрациями Куронэ Мисимы публиковалась под импринтом Kadokawa Sneaker Bunko с октября 2013 по май 2020 года.
Манга-адаптация с иллюстрациями Масахито Ватари начала издаваться в журнале Monthly Dragon Age издательством Fujimi Shobo в сентябре 2014 года. Аудиопостановка была выпущена в марте 2015 года, а аниме-адаптация транслировалась с января по март 2016 года. Спин-офф ранобэ Kono Subarashii Sekai ni Bakuen o! начало публиковаться в июле 2014 года. Помимо этого, в декабре 2016 года вышел официальный кроссовер с «Re:Zero. Жизнь с нуля в альтернативном мире», написанный совместно авторами обеих серий. Второй сезон аниме-сериала транслировался с января по март 2017 года.
Для издания на английском языке ранобэ и манга лицензированы Yen Press под названием KonoSuba: God’s Blessing on This Wonderful World!. На русском языке ранобэ лицензировано издательством XL Media.
9 апреля 2019 года по произведению в виде аниме-сериала был выпущен кроссовер Isekai Quartet.

## Сюжет
Кадзума Сато — школьник-хикикомори, который внезапно и нелепо умирает. После смерти он встречает богиню Акву, которая предлагает ему переродиться в параллельном мире, построенном на принципах MMORPG, где он должен будет вести борьбу против Короля демонов. Кроме того, она говорит, что он может взять с собой любую вещь или способность. Кадзума решает взять с собой Акву, и они перемещаются в фэнтезийный город Аксель. Кадзума быстро разочаровывается в глуповатой богине, тем не менее решает начать зарабатывать и вступает в гильдию приключенцев. Постепенно в группу вступают новые члены: помешанная на взрывах маг Мэгумин и рыцарь-защитница с мазохистскими наклонностями Даркнесс. Собрав такую непредставительную компанию, Кадзума решает отказаться от идеи борьбы с Королём демонов и старается жить размеренной роскошной жизнью.

## Персонажи
Кадзума Сато (яп. 佐藤 和真 Сато: Кадзума) — главный герой, 16-летний геймер и хикикомори, ставший таким после неудачной влюблённости в подругу детства в средней школе. После смерти попал в параллельный мир, забрав с собой встретившую его богиню Акву. Обладает большим показателем удачи. По мере пребывания в Акселе обучается навыкам мелкой кражи, иссушающего касания, точной стрельбы из лука, острого зрения и скрытности.
Сэйю: Рёта Осака (аудиопостановка), Дзюн Фукусима (аниме)
Аква (яп. アクア Акуа) — богиня воды, встречавшая умерших, предлагая им выбрать посмертную судьбу. Энергичная, легкомысленная и честолюбивая девушка. Будучи богиней, сильной против демонов и нежити, может воскрешать недавно умерших и очищать воду. Вместо обретения полезных для группы способностей предпочитает учить развлекательные трюки.
Сэйю: Каори Фукухара (аудиопостановка), Сора Амамия (аниме)
Мэгумин (яп. めぐみん) — 14-летний маг, происходящая из рода Алых демонов. Красноглазая и черноволосая девушка с характеристиками тюнибё. Единственная её способность — магия взрывов, после использования которой она лишается сил на день. Одержима взрывами, отказывается учить другие способности.
Сэйю: Маая Утида (аудиопостановка), Риэ Такахаси (аниме)
Даркнесс (яп. ダクネス Дакунэсу) — рыцарь с огромными показателями защиты и выносливости, но весьма неуклюжая при атаке. Мазохистка, фантазирующая на темы борьбы против монстров. Становится серьёзной в делах, затрагивающих её друзей. Её настоящее имя — Лалатина Дастинесс Форд (яп. ダスティネス・フォード・ララティーナ Дасутинэсу Фо:до Рарати:на), она происходит из влиятельной семьи Дастинесс, и стала рыцарем против воли отца.
Сэйю: Марина Иноуэ (аудиопостановка), Аи Каяно (аниме)
Эрис (яп. エリス Эрису) — богиня мира, куда попадает Кадзума. Впервые встречается с ним, когда он умирает во время боя. Добродушная девушка, часто конфликтует с Аквой, которая завидует имеющей много поклоняющихся Эрис. Тайно появляется также в облике Крис (яп. クリス Курису), подруги Даркнесс.
Сэйю: Аяка Сува (аниме)
Юн-Юн (яп. ゆんゆん Юнъюн) — бывшая одноклассница Мэгумин. Очень умелый маг, любит соперничать с Мэгумин, объясняя это стремлением создать с ней дружеские отношения. Является одним из центральных персонажей в спин-офф ранобэ Kono Subarashii Sekai ni Bakuen o!.
Сэйю: Кана Ханадзава (аудиопостановка), Аки Тоёсаки (аниме)
Виз (яп. ウィズ Видзу) — скромная и добрая девушка-лич с приятным характером. Будучи одной из военачальников Короля демонов, поддерживает защитный барьер вокруг его замка и не наносит никакого вреда жителям Акселя. Использует свои силы для помощи людям и упокоения блуждающих духов. Работает в малоуспешном магическом магазине.
Сэйю: Саори Хаями (аудиопостановка), Юи Хориэ (аниме)
Ванир (яп. バニル Баниру) — один из генералов Короля демонов, который раньше владел магическим магазином Виз. Является демоном предвидения и герцогом ада, умеет читать мысли и узнавать любые сведения о ком угодно, за исключением схожих ему по силе (другие генералы и герцоги), богов (Аква и другие) и людей, незначительно слабее его и способных сопротивляться чтению мыслей (Юн-Юн). Обладает могущественными боевыми навыками, но отказывается применять их на людях. Как и Виз, пребывает в окрестностях Акселя для поддержания защитного барьера вокруг замка Короля демонов. Использовал подземелье Кила, чтобы, привлекая обычных путников драгоценностями и обустраивая его ловушками, сразиться с ними и трагически погибнуть. Был уничтожен магией взрыва Мэгумин, после чего, возродившись, стал работать в магазине Виз.
Сэйю: Масакадзу Нисида (аниме)

## Медиа-издания

### Ранобэ
Изначально роман публиковался на сайте для начинающих писателей Shōsetsuka ni Narō с декабря 2012 года по октябрь 2013 года. Ранобэ-адаптация с иллюстрациями Куронэ Мисимы публиковалась под импринтом Kadokawa Sneaker Bunko с октября 2013 года. 1 мая 2020 года вышел заключительный, 17-й том. Также написано спин-офф-ранобэ Kono Subarashii Sekai ni Bakuen o! (яп. この素晴らしい世界に爆焔を! Коно субарасий сэкай ни бакуэн о!, «Да будут взрывы в этом прекрасном мире!»), сюжет которого происходит за год до основных событий и фокусируется на Мэгумин. Оно выпускается с июля 2014 года и к июню 2015 года насчитывает три тома. Роман-продолжение к нему под названием Zoku: Kono Subarashii Sekai ni Bakuen o! (яп. 続・この素晴らしい世界に爆焔を Дзоку Коно субарасий сэкай ни бакуэн о!, «Продолжение: Да будут взрывы в этом прекрасном мире!») был выпущен 28 декабря 2016 года. Другой спин-офф, повествующий о Ванире, опубликован 1 апреля 2016 года под названием Kono Kamen no Akuma ni Soudan o! (яп. この仮面の悪魔に相談を! Коно камэн но акума ни со:дан о!, «Да будет разговор с этим демоном в маске!»). Кроме того, создан спин-офф под названием Kono Subarashii Sekai ni Shukufuku o! Extra Ano Orokamono ni mo Kyakkou o! (яп. この素晴らしい世界に祝福を！エクストラ あの愚か者にも脚光を！ Коно субарасий сэкай ни сюкуфуку о! Экусутора Ано орокамоно ни мо кякко: о!, «Да благословят боги этот прекрасный мир! Экстра: Да окажется этот олух в центре внимания!»), действия в котором разворачиваются вокруг Даста. Он написан Кумой Хиру и иллюстрирован Хагурэ Юки. С 1 августа по 1 декабря 2017 года вышли два тома.

### Манга
Манга-адаптация с иллюстрациями Масахито Ватари начала издаваться в журнале Monthly Dragon Age издательством Fujimi Shobo в октябрьском выпуске 9 сентября 2014 года. Всего к 9 мая 2022 года было выпущено пятнадцать танкобонов.

### Аниме
Аниме-адаптация производства Studio Deen транслировалась на Tokyo MX с 13 января по 16 марта 2016 года. Позже транслировалась на восьми других каналах. Режиссёром является Такаоми Канасаки, сценаристом — Макото Уэдзу; дизайн персонажей разработан Коити Кикутой. OVA была выпущена 24 июня 2016 года и прилагалась к девятому тому ранобэ. Открывающую композицию под названием «fantastic dreamer» исполняет певица Machico, а закрывающую композицию «Chiisana Boukensha» (яп. ちいさな冒険者 Ти:сана Бо:кэнся, «Маленький авантюрист») исполняют Сора Амамия, Риэ Такахаси и Аи Каяно, озвучивающие Акву, Мэгумин и Даркнесс соответственно. Оба сингла были выпущены 27 января 2016 года. Автором саундтрека сериала является Масато Кода.
Второй сезон аниме транслировался с 12 января по 16 марта 2017 года. Открывающую композицию «TOMORROW» исполняет Machico, а закрывающую композицию под названием «Ouchi ni Kaeritai» (яп. お家に帰りたい О-ути ни Каэритай, «Хочу домой») исполняют Амамия, Такахаси и Каяно. Вторая серия в формате OVA была выпущена 24 июля 2017 года вместе с ограниченным изданием двенадцатого тома ранобэ.
25 июля 2017 года Дзюн Фукусима и Риэ Такахаси на радиопрограмме HiBiKi анонсировали новый проект по мотивам серии.
14 марта 2025 года Kadokawa анонсировала продолжение аниме-франшизы, без уточнения формата.

### Игры
25 марта 2016 года компанией Tachi для PC была выпущена видеоигра под названием Kono Subarashii Sekai ni Shukufuku o! in the life! (яп. この素晴らしい世界に祝福を！in the life Коно субарасий сэкай ни сюкуфуку о! ин дза райфу, «Да благословят боги этот прекрасный мир! в жизни»), которая прилагалась к первому Blu-ray Disc/DVD изданию аниме. Игра была создана с применением RPG Maker VX/ACE. Вторая игра по мотивам серии под названием Kono Subarashii Sekai ni Shukufuku o! Fukkatsu no Beldia (яп. この素晴らしい世界に祝福を！復活のベルディア Коно субарасий сэкай ни сюкуфуку о! Фуккацу но Бэрудиа, «Да благословят боги этот прекрасный мир! Воскрешение Вердии»), разработанная Krobon, вышла 24 марта 2017 года в качестве приложения к первому BD/DVD-изданию второго сезона аниме и представляет из себя сайд-скроллер, выполненный при помощи 16-битной графики.
15 марта 2017 года компания 5pb. анонсировала визуальный роман под названием Kono Subarashii Sekai ni Shukufuku o! -Kono Yokubukai Game ni Shinpan o!- (яп. この素晴らしい世界に祝福を！ -この欲深いゲームに審判を！- Коно субарасий сэкай ни сюкуфуку о! -Коно ёкубукай гэ:му ни симпан о!-, «Да благословят боги этот прекрасный мир! Да покарают боги эту алчную игру!») и выпустила к нему тизерный ролик. Выпуск игры в Японии состоялся 7 сентября 2017 года для платформ PlayStation Vita и PlayStation 4. Начальной темой игры является песня «Million Smile» в исполнении Machico; Амамия, Такахаси и Каяно исполняют финальную тему под названием «101 Pikime no Hitsuji» (яп. 101匹目の羊 101 пикимэ но хицудзи, «101-я овца»).
19 августа 2021 года состоялся глобальный релиз мобильной гатя RPG-игры KonoSuba: Fantastic Days.

### Анимационный фильм
25 июня 2018 года было объявлено о производстве аниме-фильма студией J.C.Staff. 30 августа 2019 года состоялась премьера анимационного аниме-фильма KonoSuba: Legend of Crimson в кинотеатрах Японии. 11 и 14 ноября фильм был показан в кинотеатрах США в японской озвучке с английскими субтитрами. 25 марта 2020 года был выпущен Blu-ray диск с фильмом в японской озвучке.

### Прочее
Аудиопостановка, созданная с привлечением других актёров озвучивания, была выпущена 1 марта 2015 года компанией HobiRecords. В марте 2017 года вместе с саундтреком ко второму сезону аниме вышла вторая аудиопостановка, а также альбом с character song.
31 декабря 2016 года вышел официальный кроссовер с «Re:Zero. Жизнь с нуля в альтернативном мире» под названием Re: Zero kara Hajimeru Kono Suba Seikatsu (яп. Re:ゼロから始めるこのすば生活 Ри: Дзэро кара хадзимэру коно суба сэйкацу, «Re: Zero: Эта прекрасная жизнь с нуля»), написанный совместно авторами обеих серий. В качестве приложения книга включает в себя беседу между авторами Нацумэ Акацуки и Таппэем Нагацуки, диалог между сэйю Дзюном Фукусимой и Юсукэ Кобаяси, интервью с Риэ Такахаси, мангу, созданную Масахито Ватари и Даити Мацусэ, интервью с иллюстраторами ранобэ Куронэ Мисимой и Синъитиро Оцукой и сравнительный анализ двух франшиз. 3 марта 2017 года стало известно, что кроссовер получит 88-страничное дополнение Таппэя Нагацуки. Им будет написана история об Эмилии в мире KonoSuba, а Нацумэ Акацуки будет создана новая история с Рем.
Графический альбом Cheers!, состоящий из 128 страниц и включающий более 200 иллюстраций и другие приложения, был выпущен 1 февраля 2017 года.

## Критика и восприятие

### Ранобэ
По состоянию на декабрь 2016 года тираж 15-томной серии ранобэ (включая спин-оффы) превысил 3 млн экземпляров. В период с 23 ноября 2015 года по 23 мая 2016 года серия заняла 1-е место по продажам в Японии среди ранобэ (757 412 копий), а к 20 ноября достигла годовых 1 174 562 проданных экземпляров, уступив позицию роману «Твоё имя» и заняв 2-е место. Среди отдельных томов самыми продаваемыми стали первый (155 634 копии, 13-е место), второй (135 511 копий, 17-е место), третий (131 170 копий, 20-е место), восьмой (122 772 копии, 23-е место), четвёртый (120 767 копий, 25-е место) и пятый (112 892 копии, 28-е место). Приблизительно в это же время KonoSuba стало самым продаваемым ранобэ в Shosen Book Tower, книжном магазине в Акихабаре. По версии ежегодного печатного путеводителя Kono Light Novel ga Sugoi! KonoSuba заняло 9-е место в списке лучших ранобэ в формате бункобона за 2017 год, Кадзума Сато занял 8-е место среди самых популярных мужских персонажей, а Мэгумин — 3-е место в списке самых популярных женских персонажей. По результатам онлайн-голосования из 55 наименований-кандидатов за 2016 год, ранобэ выиграло Гран-при Book Walker, одного из крупнейших японских книжных интернет-магазинов.
Редактор сайта UK Anime Network (UKA) Энди Хэнли охарактеризовал первый том ранобэ как «небольшую и острую дозу комедии, которая вдыхает новую жизнь в исчерпанный жанр и высмеивает его». Брэндон Варнелл, обозреватель сайта The Fandom Post, оценил второй том выше первого, указав на возросший уровень комедии и повествования. Он поставил ему оценку B+ за содержание и A+ за художественную составляющую.

### Аниме
Первый сезон аниме-адаптации получил в основном положительные отзывы критиков. Обозревая первые несколько серий, Терон Мартин, рецензент Anime News Network, похвалил сериал за комедийную составляющую: «Вторая серия для меня является самой смешной серией аниме, что я смотрел со времён Gekkan Shoujo Nozaki-kun», — пояснил он. Мартин также высоко оценил музыкальное сопровождение, но в то же время раскритиковал визуальный стиль, в частности, иногда несоответствующую движениям героев анимацию. Ник Кример, другой критик сайта, дал аниме оценку C+ из A и назвал его «энергичной, но противоречивой комедией, жанр которой, определённо, уже созрел для унижения». По мнению рецензента, несовершенная анимация и свободный дизайн персонажей идут только на пользу произведению, для создания большего комического эффекта, а отдельные стоп-кадры, возможно, и выглядят нелепо, но они привносят и часть шарма. Он указал на привлекательное, хотя и странное сочетание черт характеров персонажей и в целом на их интересность, однако подверг критике Кадзуму Сато, являющегося откровенно противным героем и обузой сериала. В качестве других недостатков критик отметил, что множество шуток в аниме оказываются неудачными, погрязшими в клише и слишком часто повторяющимися. Наряду с этим Кример одобрительно подчеркнул отражение жизни героев в тяжёлых обстоятельствах, которое на фоне обилия гэгов ставит произведение выше среднестатистического комедийного аниме.
Согласно рецензии Энди Хэнли на UKA, успех аниме объясняется прежде всего тем, что оно в равной мере и опирается на приёмы «попаданчества в мир RPG», и обыгрывает их, создавая «пьянящее сочетание». Среди других плюсов критик назвал достойную работу сэйю и качественные спецэффекты, выполненные при помощи компьютерной графики, однако качество анимации в целом назвал посредственным. Он добавил, что, хотя KonoSuba не является революцией в своём жанре, аниме представляет собой удачный поворот в его концепции, из-за чего оно иногда может восприниматься совершенно серьёзно. Хэнли дал сериалу оценку 7 из 10. Представитель сайта Kotaku Ричард Айзенбайс отметил, что благодаря красочным персонажам KonoSuba отлично высмеивает приёмы, при помощи которых описывается типичный фэнтезийный мир японской ролевой игры, и порекомендовал произведение к просмотру поклонникам JRPG и Dungeons & Dragons.
По данным опроса среди читателей журнала Newtype, проводимого с октября 2015 года по сентябрь 2016 года, аниме заняло 10-е место в списке лучших аниме-сериалов сезона. Всего к 11 декабря 2016 года было продано 58 802 BD/DVD-издания аниме, по этому показателю сериал занял 28-е место.